# Kobaşdere, Akhisar
Kobaşdere là một xã thuộc huyện Akhisar, tỉnh Manisa, Thổ Nhĩ Kỳ. Dân số thời điểm năm 2011 là 118 người.